# Borassus
Borassus ist eine Pflanzengattung innerhalb der Familie der Palmengewächse (Arecaceae). Die etwa fünf Arten sind in der Paläotropis verbreitet.

## Beschreibung

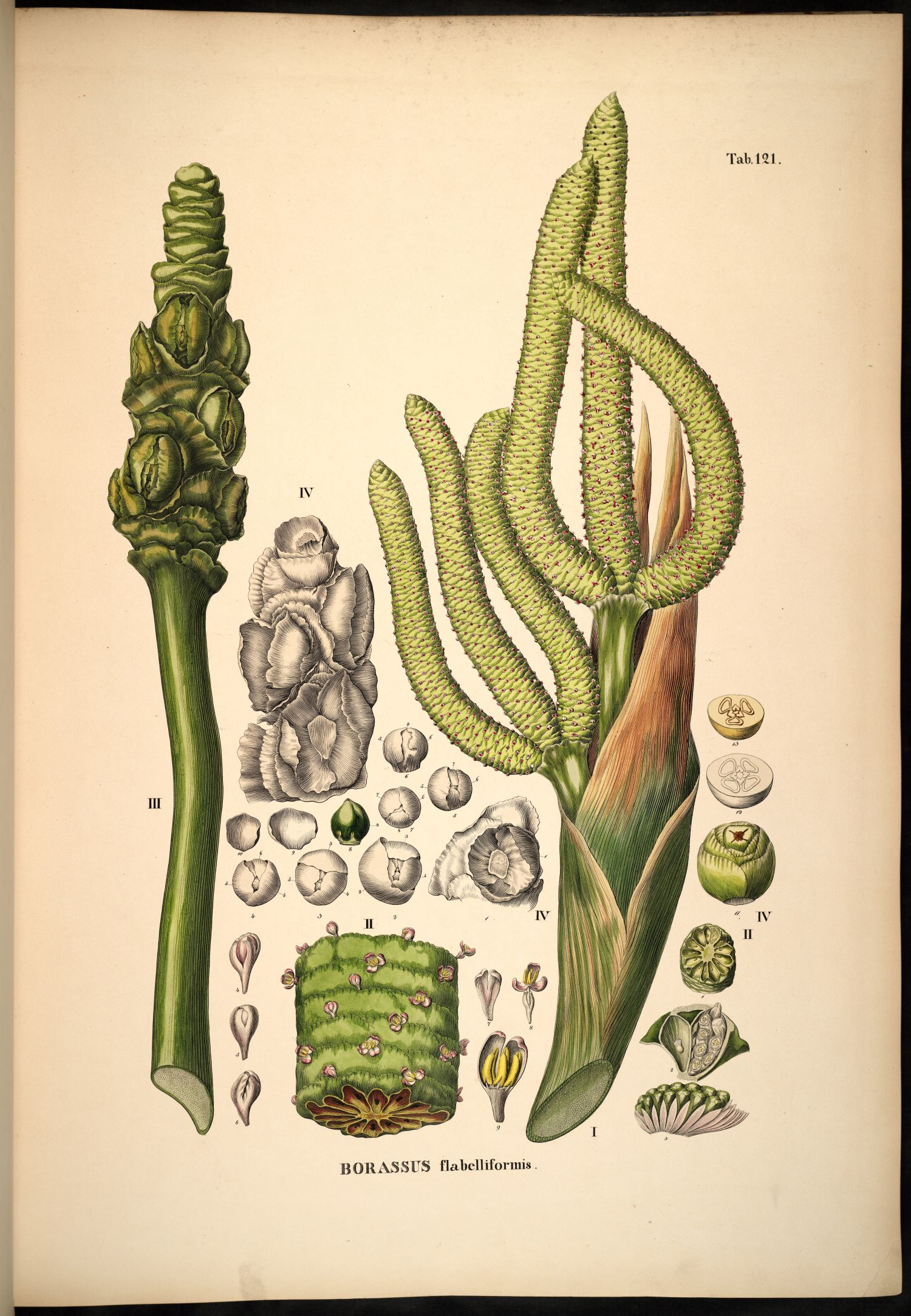
Illustration der Palmyrapalme (Borassus flabellifer)

### Vegetative Merkmale
Borassus-Arten sind große, baumförmige, einzelstämmige und bewehrte Fächerpalmen.  Der Stamm ist massiv und im oberen Bereich mit abgestorbenen Blättern bedeckt. Diese fallen später ab und hinterlassen ringförmige, weite Blattnarben. Die Blätter besitzen Stiele mit stacheligem Rand. Die Spreite ist costapalmat (die deutlich ausgeprägte Mittelrippe reicht eine Strecke weit in die Blattspreite hinein) und besitzt an der Ober- wie Unterseite eine Hastula. Die Früchte sind groß.

### Generative Merkmale
Borassus-Arten sind zweihäusig getrenntgeschlechtig (diözisch) und mehrmals blühend.
Von den nah verwandten Gattungen unterscheidet sich Borassus durch folgende Merkmalskombination:
Es gibt zahlreiche männliche Blüten, die in Wickeln von 30 bis 70 Blüten stehen. Es gibt zahlreiche männliche Blüten tragende Blütenstandsachsen (Rachillae). Es gibt sechs Staubblätter pro Blüte.
Pro Frucht werden meist drei Samen gebildet. Die Samen sind breiter als dick und schwach bis tief gelappt. Das dicke Endokarp (Steinkern) ist nicht tief gelappt.
Die Chromosomenzahl beträgt 2n = 36.

## Vorkommen
Die Gattung Borassus ist in Afrika, Madagaskar, Indien, Südostasien und in den trockeneren Gebieten Malesiens bis nach Neuguinea und Australien vertreten. Sie ist damit eine der am weitesten verbreiteten Palmengattungen. Borassus flabellifer kann bis in Höhenlagen von 500 bis 800 Metern steigen, kommt aber auch an Flussufern vor. Am häufigsten wächst sie aber in tiefen Sandebenen nahe dem Meeresniveau, wo sie Wind und Sonne ausgesetzt ist. Borassus aethiopum wächst in offenen Sekundärwäldern und in Savannen.

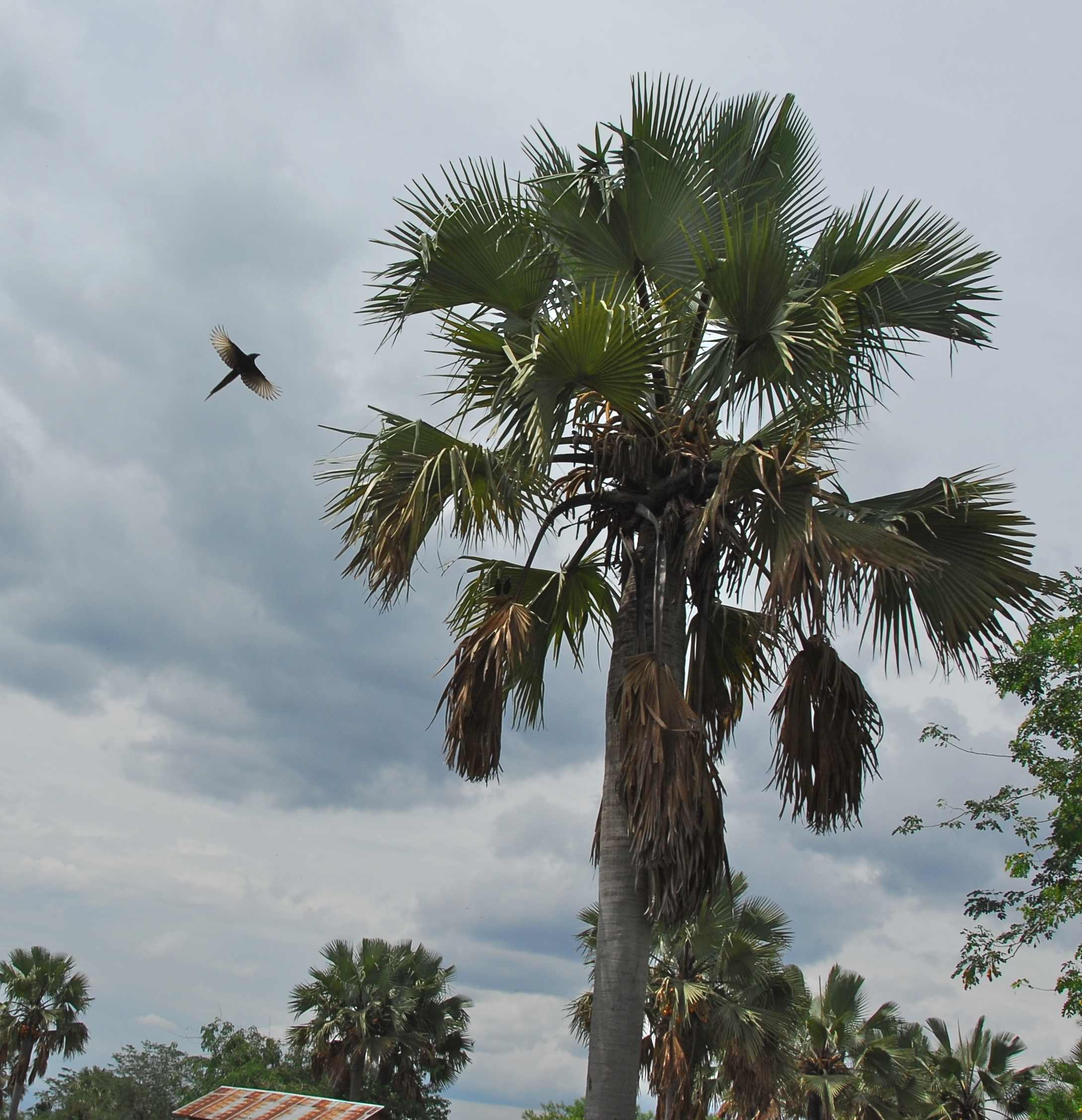
Borassus aethiopum

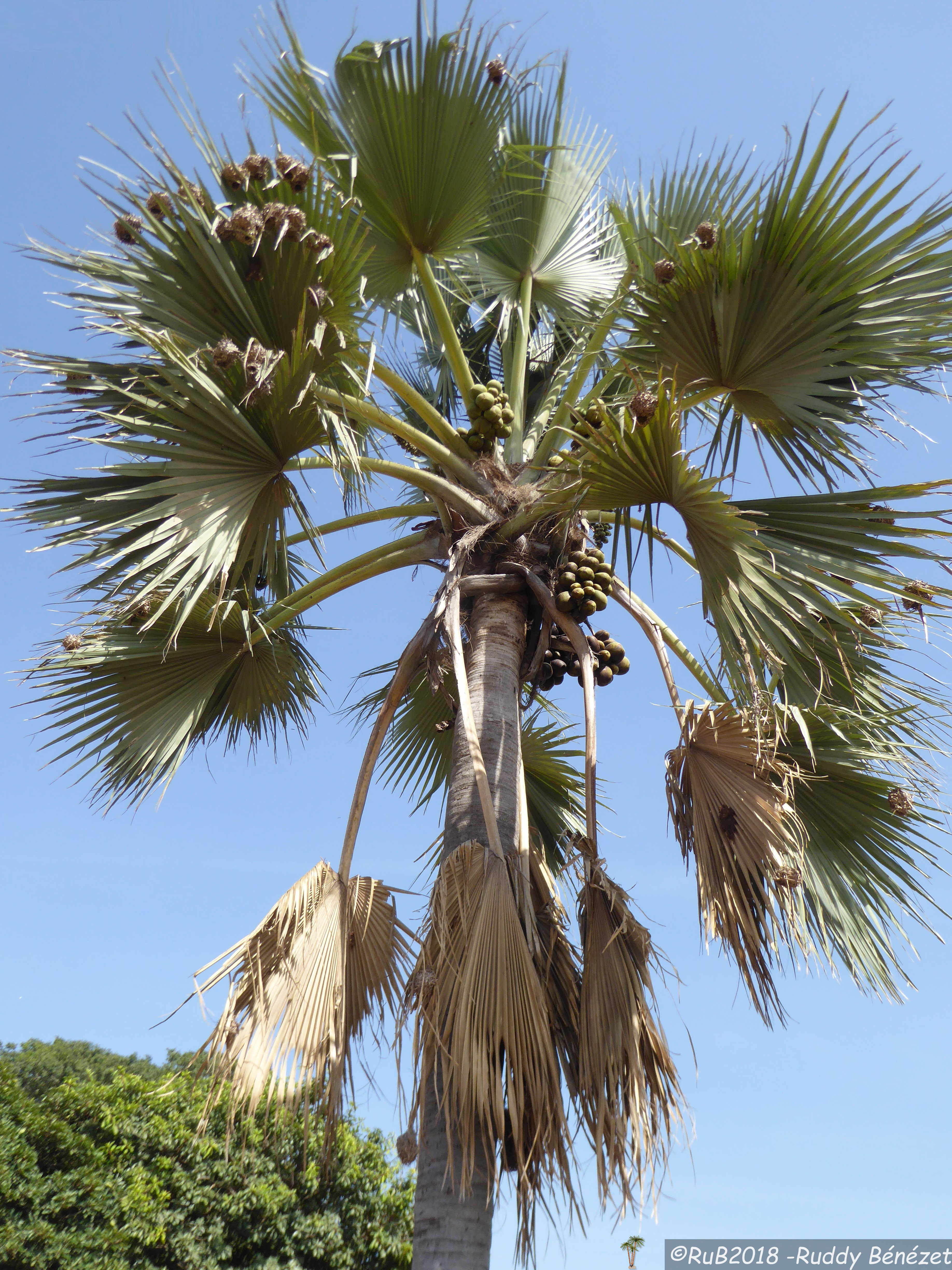
Borassus akeassii

## Systematik
Die Gattung Borassus wurde 1753 durch Carl von Linné in Species Plantarum, Band I, S. 1187 aufgestellt. Typusart ist Borassus flabellifer L. Der Gattungsname Borassus leitet sich angeblich von borassos ab, einer Bezeichnung für unreife Blütenstände der Dattelpalmen; warum Carl von Linné diesen Namen gewählt hat, ist unklar.
Die Gattung Borassus L. gehört zur Subtribus Lataniinae aus der Tribus Borasseae in der Unterfamilie Coryphoideae innerhalb der Familie Arecaceae. Die Gattung ist monophyletisch. Ihre Schwestergruppe ist Borassodendron.
Je nach Autor gibt es etwa fünf Arten:
- Borassus aethiopum Mart.: Sie ist vom tropischen bis zum nördlichen Teil des südlichen Afrika und einigen westlich vorgelagerten Inseln verbreitet. Sie kommt im nordwestlichen Madagaskar sowie auf den Komoren vor, ist dort aber wohl ein Neophyt.[1]
- Borassus akeassii Bayton, Ouédr. & Guinko: Sie wurde 2006 erstbeschrieben und ist im tropischen West- bis Zentralafrika verbreitet.[1]
- Palmyrapalme (Borassus flabellifer L.): Das Verbreitungsgebiet erstreckt sich in Süd- bis Südostasien vom westlichen Indien über Indochina bis Indonesien, Java und den Kleinen Sundainseln.[1]
- Borassus heineanus Becc.: Sie kommt nur im nördlichen Neuguinea vor. 2007 sind nur sieben Fundorte bekannt.[1]
- Borassus madagascariensis (Jum. & H.Perrier) Bojer ex Jum. & H.Perrier: Sie kommt nur im trockenen, westlichen Madagaskar vor.[1]

## Nutzung
Borassus flabellifer zählt zu den am stärksten genutzten Palmenarten: das Holz wird als Bauholz verwendet, die Blütenstände werden angezapft zur Gewinnung von Sirup, Zucker und Alkohol.

## Belege
- John Dransfield, Natalie W. Uhl, Conny B. Asmussen, William J. Baker, Madeline M. Harley, Carl E. Lewis: Genera Palmarum. The Evolution and Classification of Palms. Zweite Auflage, Royal Botanic Gardens, Kew 2008, ISBN 978-1-84246-182-2, S. 329–331.
- R. P. Bayton: A revision of Borassus L. (Arecaceae). In: Kew Bulletin, Volume 62, Issue 4,2007, S. 561–586. online JSTOR:20443389